# 阜淮铁路
阜淮铁路是安徽省淮北平原南部的煤运干线。阜淮铁路由西北向东南走向，起自淮南市淮南站，途经凤台、颍上，至阜阳站，全长127.3公里，是华东铁路第二通道的组成部分，为上海铁路局管辖。
1975年10月国家计委批准建设。 1978年3月开工，1982年11月铺通。1983年11月由铁四局临管运营。
2010年1月，阜淮铁路电气化扩能改造工程开工，2016年12月全線電氣化通車。

## 与其它铁路的连接
- 阜阳：漯阜铁路、青阜铁路、京九铁路。
- 淮南：淮南铁路、淮张铁路、淮田铁路。